# Torphichen
Torphichen är en ort i Storbritannien.   Den ligger i kommunen West Lothian och riksdelen Skottland, i den centrala delen av landet, 500 km norr om huvudstaden London. Torphichen ligger 162 meter över havet och antalet invånare är 605.
Terrängen runt Torphichen är huvudsakligen platt, men åt nordväst är den kuperad. Terrängen runt Torphichen sluttar norrut. Runt Torphichen är det tätbefolkat, med 343 invånare per kvadratkilometer. Närmaste större samhälle är Livingston, 8,9 km öster om Torphichen. Trakten runt Torphichen består i huvudsak av gräsmarker.